# Spor i mørket
Spor i mørket er en film instrueret af Morten Arnfred.

## Handling
Politikommissær Martin Beck har et forhold med sin politikollega, dataeksperten Lena Klingström, og skal på fælles ferie en uge. Men deres planer ødelægges, da kollegaen Gunvald Larsson ringer til hotellet og fortaler om et mord på en metrostation – en halshugning.
En arbejdsgruppe dannes med Beck som ansvarlig. Eftersom det første offer, en kvinde, ikke gjorde nogen modstand, mistænker Beck, at mordet sket i mørke.
Endnu et mord sker – denne gang i en metrovogn – og da man vil afhøre føreren, Erik Lindgren, er denne forsvundet. Man gennemfører en ransagning hos føreren. Det viser sig, at han netop har kendskab om SL's sikkerhedssystem. Udenfor huset finder Beck et skrevet tegn – X (hvilket på internettet betyder død). Samme tegn findes også skrevet ved de to  andre mordofre.
Det opstår mange komplikationer: Trafikkaos, da metroen af sikkerhedsårsager lukkes og problemer med den generelle folkestemning, som kræver handling. Efterhånden åbnes metroen atter, og yderligere tre mord sker på en gang.
Beck finder efterhånden Erik, som holder sig gemt i en udbrændt metroen. Han fortaler om sin søster Annika, som bor i hans lejlighed og tilhører en gruppe, som holder til nede i Stockholms banetunneler. Da Erik og Beck går ned i tunnelerne, overfalds de og Erik dræbes.
Lena finder et computerspil, Final Doom, på internettet, hvor våbnerne, som anvendes, er sværd og sabler. Politiet finder Annika og tager hende til forhør. Det viser, at hun har dødstegnet tatoveret på sin skulder. Efterhånden fortæller Annika hvor banden holder til, og politiet kan se, at man vil slå til mod Odenplans metrostation. Politiet er på plads, da banden slår til, og de arresteres.

## Medvirkende
- Peter Haber – Martin Beck
- Mikael Persbrandt – Gunvald Larsson
- Stina Rautelin – Lena Klingström
- Cecilia Häll – Annika
- Carlo Schmidt – Erik Lindgren
- Per Morberg – Joakim Wersén
- Kasper Lindström – Jens
- Staffan Göthe – Magnusson
- Margareta Niss – Erström
- Ingvar Hirdwall – Becks nabo
- Rebecka Hemse – Inger
- Fredrik Ultvedt – Loftegård
- Michael Nyqvist – Banck
- Boman Oscarsson – Reporteren
- Daniel Larsson – En ung mand
- Lasse Lindroth – Peter
- Ulf Eklund – Nihlfors